# Vizcaínos
Vizcaínos es una localidad y un municipio situados en la provincia de Burgos, comunidad autónoma de Castilla y León (España), comarca de La Demanda y Pinares, partido judicial de Salas de los Infantes, cabecera del ayuntamiento de su nombre.

## Geografía
Es un municipio y una localidad de la provincia de Burgos.
Situado en las estribaciones meridionales de la sierra de la Demanda, a 1.019 m de altitud y a 59 km de su capital.
Pertenece a la La Demanda y Pinares, con centro en Salas de los Infantes.

## Historia

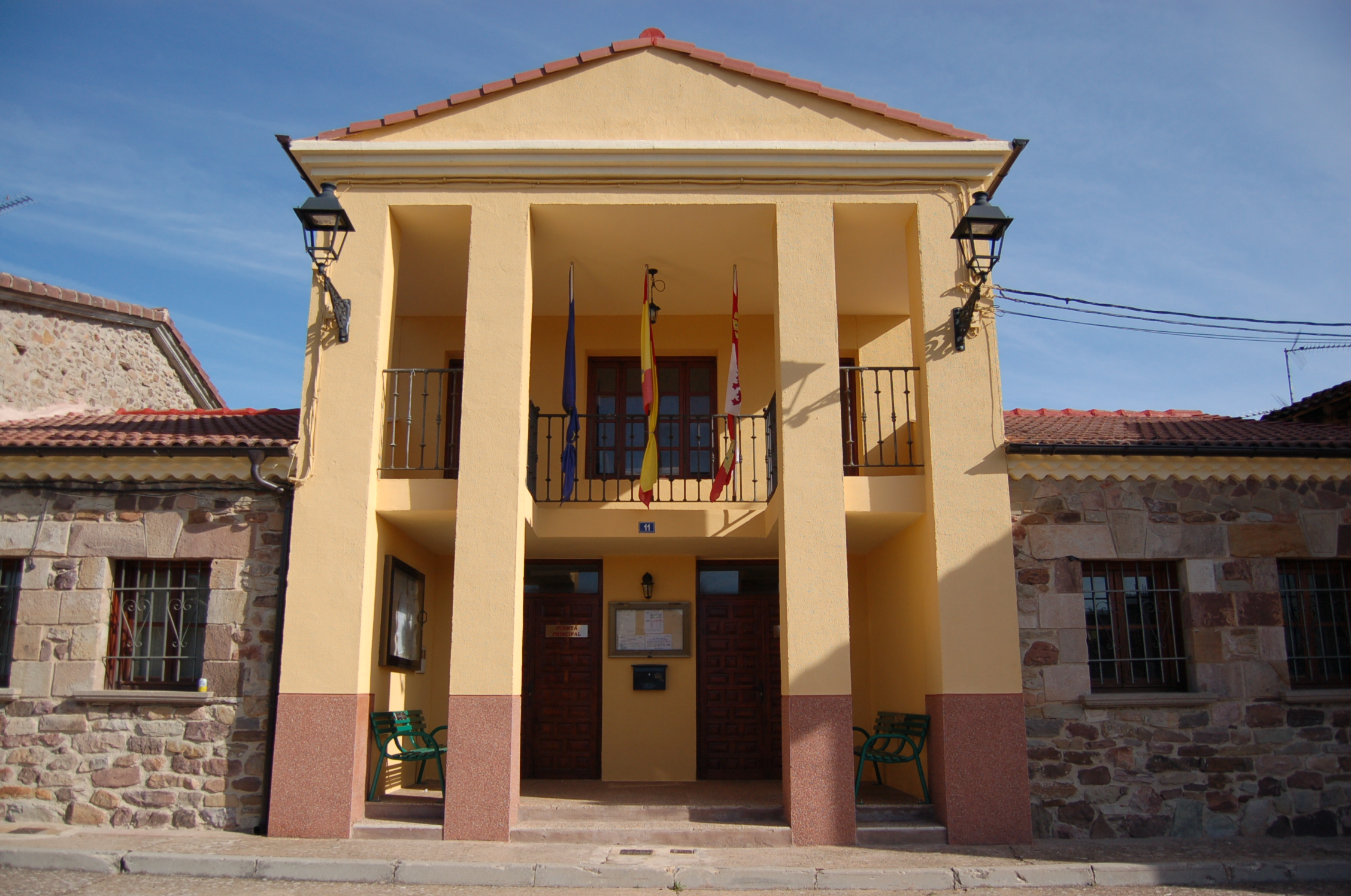
Casa consistorial

Su fundación se atribuye a navarros de Sangüesa.
En 1794, Vizcaínos era lugar de señorío, en el corregimiento de Burgos y el partido de Can de Muñó. Estaba gobernado por alcalde pedáneo.

## Demografía
Vizcaínos cuenta con una población de 40 habitantes (INE 2024).
| Gráfica de evolución demográfica de Vizcaínos entre 1842 y 2021                                                     |
| |
| Población de derecho según los censos de población del INE Población de hecho según los censos de población del INE |

## Monumentos
- Iglesia parroquial románica de San Martín de Tours, románica.